# Solanum fosbergianum
Solanum fosbergianum är en potatisväxtart som beskrevs av D'arcy. Solanum fosbergianum ingår i släktet skattor som ingår i familjen potatisväxter. Inga underarter finns listade i Catalogue of Life.